# Blog

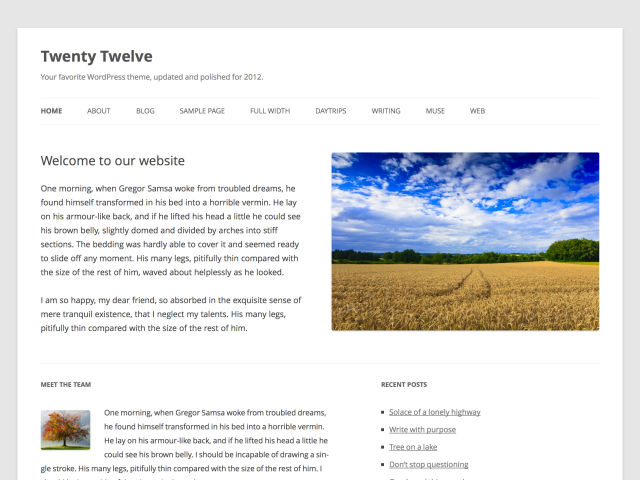
Un blog in WordPress, con un tema grafico del 2015.

Un blog (contrazione dell'inglese web-log, ovvero «diario in rete») è un particolare tipo di sito web che può ospitare vari contenuti multimediali tra cui notizie, informazioni o semplicemente pensieri dell'autore. Caratteristica dei blog è il fatto che i contenuti vengono visualizzati in forma anti-cronologica (dal più recente al più lontano nel tempo). In genere il blog è gestito da uno o più blogger che pubblicano, più o meno periodicamente, contenuti, solitamente in forma di post. Il blog è una delle modalità di fruizione del web dinamico, o web 2.0.

## Storia
Il fenomeno ha incominciato a prendere piede nel 1997 in America; il 18 luglio 1997, è stato scelto come data di nascita simbolica del blog, riferendosi allo sviluppo, da parte dello statunitense Dave Winer, del software che ne permette la pubblicazione (si parla di proto-blog). Il primo blog è stato effettivamente pubblicato il 23 dicembre dello stesso anno, grazie a Jorn Barger, un commerciante americano appassionato di caccia, che decise di aprire una propria pagina personale intitolata RobotWisdom per condividere i risultati delle sue ricerche sul web riguardo al suo hobby; coniò la parola weblog per descrivere la lista di link del suo sito. Nella primavera del 1999 invece Peter Merholz propose l'abbreviazione blog sul suo sito Peterme.com.
Giocando con la parola WebLog, ha creato la frase We Blog (o anche Wee Blog).
In quegli anni, il termine weblog o blog si riferiva generalmente a liste di link, o meglio a commenti a liste di link (un tipo di informazione molto utile per gli utenti prima della diffusione dei motori di ricerca); oggi siti di questo tipo sono praticamente quasi tutti inattivi. Nel 1999 è divenuto di moda anche in Italia, con la nascita dei primi servizi gratuiti dedicati alla gestione di blog; tra i più utilizzati: Blogger, AlterVista, wordpress.com, blogsome, Il Cannocchiale, Io Bloggo, Blogdrops, Noiblogger, Libero, LiveJournal, Windows Live Spaces, MySpace, Skyrock.
Tra il 2002 e il 2007 i blog godono di un periodo di grande fortuna comunicativa, addirittura di sopravvalutazione perché ritenuti fortemente rivoluzionari dal punto di vista della comunicazione e dei rapporti sociali: Giuseppe Granieri addirittura parla di Generation blog (generazione blog) intitolando così un suo libro. Nel 2004 in Italia viene pubblicato il libro La notte dei blogger - la prima antologia dei nuovi narratori della rete (Lipperini) però è un caso isolato in quanto i post di blog trovano spazio quasi esclusivamente sul web e non vengono riproposti su prodotti cartacei.
Tra il 2009 e il 2010 si avverte o comunque si teme una crisi dei blog, questo soprattutto a causa dell'immenso successo dei nuovi social network; anche se si ritiene che, soprattutto per quanto riguarda i blog tematici, i social network come Facebook e Twitter non siano adatti a rispondere all'esigenza del lettore dei blog in quanto certi tipi di post, caratterizzati da una particolare lunghezza, necessitano di un particolare formato di lettura. Il motivo per cui i blog si diffusero così tanto è da ricercare in più fattori: dall'esibizione pubblica della propria vita privata alla creazione di testi complessi e specifici; alla base della diffusione c'è a ogni modo la caratteristica della condivisione. Al 16 febbraio 2011 ci sono più di 156 milioni di blog pubblici in essere.
Dal 2010, anche aziende e professioni si sono avvicinati al mondo dei blog includendoli come strumenti, insieme ai social network, nei loro siti web e come spazio dove promuovere la propria azienda o attività attraverso una scrittura informativa e diaristica dove, da una parte si parla della propria attività, dei nuovi progetti e dei nuovi prodotti, dall'altra si parla del proprio settore interagendo in questo modo con informazioni e notizie della blogosfera e media tradizionali. I Social Network nel mondo commerciale e professionale hanno sostituito la funzione del blog ma non l'hanno soppiantato perché consente una comunicazione più ampia e approfondita. Questo collegamento tra mondo professionale e blog ha permesso al mondo professionale del web di crescere e creare delle specializzazioni all'interno della scrittura professionali che nel web si occupa di creare contenuti online, non solo gradevoli alla lettura ma anche in grado di rispondere alle varie esigenze informatiche e mobile che richiedono testi completi, esaurienti, in grado di essere primi nei motori di ricerca attraverso delle tecniche di editing online definite con le sigle SEO o SEM. Accanto ai blogger che creano spazi personali per esprimere le loro idee, scrivere le loro poesie sono nati blogger professionali che curano il loro blog anche per promuovere aziende e per aiutare professionisti e imprese nella cura dei loro blog con tecniche professionali specifiche dell'editing online.

## Descrizione

### Pronuncia
La parola straniera blog viene pronunciata in italiano /ˈblɔɡ/, usando la «g dura» [g] come nella pronuncia originale inglese /ˈblɒɡ/, la quale viene mantenuta nel parlato anche per tutte le parole derivate italianizzate:
- Verbo: - blog[ging] (= scrivere su un blog)
- Nome: - blogger (= l'autore di un blog)
- Aggettivo: (= relativo ai blog)

La g dura viene mantenuta e raddoppiata e, se questo non crea problemi di trascrizione quando la doppia g è seguita dalle vocali a, o e u (bloggare viene infatti scritto il verbo), alcuni problemi di coerenza ortografica sorgono quando la g precede le vocali e e i.
Nei dizionari più aggiornati infatti si trovano registrate forme quali bloggista e bloggistico, frequenti anche nella rete, ma incongruenti con le regole di pronuncia delle parole italiane, in quanto in quella forma andrebbero pronunciate /bloʤˈʤista/ e /bloʤˈʤistiko/; proprio per questo sono diventate molto diffuse in rete le forme foneticamente corrette blogghista e blogghistico, con l'inserimento di un'h, come richiedono le regole ortografiche dell'italiano per la resa della G dura davanti a e e i.

### Caratteristiche
I tratti strutturali comuni ai blog riguardano principalmente il fatto che si tratta di “diari in rete”: i testi sono forniti di data e sono presenti sulla pagina web in ordine anticronologico (prima i messaggi più recenti) e la maggior parte delle volte sono introdotti da un titolo. I blog hanno talvolta qualche somiglianza con i wiki, nel modo in cui vengono gestiti gli aggiornamenti, favoriti i commenti dei lettori e stimolate le nascite di community. Quando qualcuno decide di mettere on line un blog si dice che apre il suo blog. Il singolo intervento (articolo, pensiero, contenuto multimediale, ecc.) inserito dall'autore del blog (blogger) si chiama post e l'applicazione utilizzata permette di creare i nuovi post identificandoli con un titolo topic, la data di pubblicazione e alcune parole chiave (tag).
Qualora l'autore del blog lo permetta ovvero abbia configurato in questa maniera il blog (agendo sul relativo CMS), al post possono seguire i commenti (moderati o meno) da parte dei lettori del blog. Generalmente i blog hanno anche un archivio ordinato per mesi o per anni dei messaggi già pubblicati cosa che rende semplice la ricerca di post in base alla data in cui sono stati pubblicati; per agevolare la ricerca di post spesso è anche presente una sezione “categorie” dove è possibile rintracciare gli argomenti chiave dei testi. Altra caratteristica è che spesso i sistemi di pubblicazione consentono di inserire all'interno dei testi materiali di vario genere: dai file pdf alle immagini, dai video ai file audio.
Molti blog offrono la possibilità di commentare i post e in alcuni casi di blog molto popolari i lettori lasciano centinaia se non migliaia di commenti caratterizzati (tranne i casi in cui la qualità del commento supera quella del post) da un linguaggio informale più accomunabile ad altri generi testuali come il forum che al blog. Un blogger è colui che scrive e gestisce un blog, mentre l'insieme di tutti i blog viene detto blogsfera (o in inglese blogsphere). All'interno del blog ogni articolo può essere indicato univocamente attraverso un permalink, ovvero un link che punta direttamente a quell'articolo. In certi casi possono esserci più blogger che scrivono per un solo blog. In alcuni casi esistono siti (come Slashdot) simili a blog, ma aperti a tutti.

### Classificazione
Classificare i blog non è un'operazione semplicissima proprio perché i blog non sono testi unici ma raccolte di testi, anche se la maggior parte dei blogger risulta coerente nella stesura dei post. Se si sceglie un criterio linguistico, considerare le sottocategorie troppo dettagliate non è utile; sul web infatti è presente un lungo elenco di categorie (in alcuni casi addirittura una tipologia specifica di blog viene etichettata con due nomi diversi). Si parla di social blog, blog collettivo, blog aziendale, blog tematico, photoblog, blog vetrina, blog politico, m-blog, video blog, blog letterario, blog didattico, audioblog, blog personale, blog novel, splog (finti blog riempiti di testi riprodotti solo per dare la sensazione che un determinato argomento sia particolarmente rilevante). Una suddivisione più semplificata (e attendibile) si basa su quattro categorie:
- blog diario
- blog tematico (inclusi i blog giornalistici)
- blog letterario
- blog professionali e commerciali

I blog diario costituiscono il 59% del totale, i blog tematici il 31% mentre i blog letterari il 10%. Questi dati percentuali sono risultati dall'analisi fatta su un campione di 100 blog presi in esame nell'aprile del 2007 e ricercati casualmente su Google Blog Search.

#### Blog diario
Nel blog personale (diario) l'autore scrive le proprie esperienze giornaliere, racconti, desideri. I commenti da parte dei lettori sono sempre molto apprezzati.

#### Blog tematico
I blog tematici (o giornalistici) sono i blog dedicati a un argomento specifico e per questo sono accostabili agli articoli di giornale. Particolarmente in voga i blog monotematici su makeup (trucco), cinema, cucina e viaggi, che hanno reso molto famose persone comuni.

#### Blog letterario
Genericamente i post di tali blog sono caratterizzati dalla presenza, al loro interno, del lessico letterario che si manifesta in quantità maggiori rispetto ai quotidiani. Da una ricerca di Tavosanis (2006) basata sull'analisi di 72 verbi identificati come "letterari" oppure "obsoleti" nel vocabolario De Mauro (2000), è risultato che nei blog la presenza di tali verbi è di circa quattro volte superiore rispetto al sito de "la Repubblica" (non tutte le 72 forme all'infinito dei verbi sono state ritrovate ma solo 25). In questa categoria possono rientrare anche le fan fiction ossia blog dedicati ai romanzi, ai cartoni animati, ai telefilm e ai film.

#### Blog professionale o commerciale
Sono blog collegati alle attività di un'azienda, di una società, di un libero professionista. Tra il blog tematico, il blog informativo e il blog personale (soprattutto per i liberi professionisti) con una scrittura informativa, temporale e sintetica descrive le attività principali, le novità interne ad un'attività che potrebbero interessare clienti e potenziali clienti. Il blog professionale e commerciale, affianca i social network e ha lo scopo di aumentare la comunicazione dell'azienda con il mondo esterno e con i clienti, esistenti o potenziali.

### Linguaggio utilizzato
Dal punto di vista linguistico, in generale, i blog sono erroneamente considerati raccolte di testi poco sorvegliati (una ricerca del 2007 di Stubbe, Ringlstetter e Schulz fa ritenere i blog, insieme con i forum, il genere testuale con più alto numero di errori - 6,5 errori circa ogni mille parole - analisi effettivamente non realistica se si considera la scelta degli autori di classificare errore tutto ciò che non compare nei grandi dizionari). Da alcune indagini successive, però, questo giudizio ha subito delle revisioni: secondo uno studio che si basa sull'analisi numerica di “errori più frequenti” dell'italiano scritto ritrovati nel web, nei blog e nei quotidiani online.. La lista di parole scelte è il risultato della scrematura eseguita sulla lista di 103 parole comprese nell'elenco ritrovato sotto la voce errore del vocabolario Zingarelli (2005).
Dopo aver scartato errori di pronuncia, e quindi non utilizzabili per l'analisi che riguarda il linguaggio scritto, parole esposte a problemi di codifica e omografi, il numero di errori finale si è ridotto a 19 parole. Da alcune indagini successive, però, questo giudizio netto ha subito delle revisioni: una ricerca svolta da Mirko Tavosanis si basa sull'analisi numerica di “errori più frequenti” dell'italiano scritta nel web, nei blog e nei quotidiani online. Queste parole sono state ricercate attraverso Google nel web, su un gruppo di siti che ospitavano blog (blog.excite.it, clarence.it, splinder.it, splinder.com) e su un gruppo di quotidiani online (corriere.it, repubblica.it, ilmattino.caltanet.it, unita.it) e per ciascuno dei tre gruppi è stato calcolato il rapporto fra la forma errata e la corrispondente forma corretta.
Il risultato ha messo in luce come la percentuale totale di errori risulti nei blog leggermente superiore a quella dei quotidiani online, ma fortemente inferiore rispetto a quella del web nel suo complesso; dunque effettivamente il linguaggio blog non è da considerarsi così poco revisionato e, seppur vero che i testi dei blog possono rientrare in tutte e quattro le categorie di tempo di scrittura:
- scrittura rapida e non revisionata: testi scritti di getto senza nessun tipo di pianificazione o revisione;
- scrittura rapida e revisionata: testi scritti rapidamente, senza progettazione preliminare ma con un qualche grado di revisione;
- scrittura convenzionale: testi scritti all'interno di un processo pianificato con revisione accurata;
- scrittura progettata per altri tipi di pubblicazione: testi scritti per altri mezzi (tipicamente, per la diffusione a stampa) e copiati o pubblicati meccanicamente sul web

Le più adatte a descrivere la maggior parte dei blog sono la seconda e la terza categoria. I blog giornalistici in particolare sono caratterizzati da un linguaggio abbastanza simile a quello dei giornali. La sintassi è articolata, l'ortografia e la sintassi rispettate e in generale il lessico si avvicina a un “uso medio”.

### Diffusione
Non esistono dati affidabili sul numero dei blog esistenti, nonostante, soprattutto fra il 2006 e il 2007 (periodo d'oro per i blog), siano stati oggetto di numerose indagini commerciali. Dave Sifry ha condotto delle analisi nel 2007 ricavando la maggior parte dei dati numerici da Technorati (motore di ricerca specializzato in blog). Da questa indagine è scaturito che il 3% di tutti i post di blog fosse scritto in italiano, in quarta posizione dopo l'8% in cinese, il 36% in inglese e il 37% in giapponese; e che intorno a marzo 2007 il numero di blog si aggira intorno a 70 milioni, e il numero di post giornalieri intorno 1,5 milioni.
Paolo Valdemarin ha azzardato in passato un calcolo circa il numero di blog italiani: 3% sono i blog scritti in italiano, quindi 45 000 post al giorno. Se ci fosse una costante tra numero di blog e numero di post nel mondo (e non c'è alcuna prova che ci sia), e se i 70 milioni di blog fossero attivi (anche questo non è chiaro) vorrebbe dire più o meno 2 milioni di blog in Italia; numero comunque alto rispetto alla realtà. A prova di ciò si può riportare il dato fornito da Splinder, la principale piattaforma blog fino a febbraio 2012, che il 9 luglio 2010 dichiarava di ospitare circa 475 000 blog. Esistono alcune classifiche sui blog che si basano in linea di massima sul numero di link in ingresso da altri blog e siti, ad esempio quella di BlogItalia. In passato un'altra classifica era quella di BlogBabel, ora dismessa.

### Aspetti normativi e legali
In Italia sono sorte polemiche se il mondo dei blog debba rimanere senza vincoli legislativi e soggetto solo a un'autoregolamentazione oppure se debbano essere applicate le norme sulla stampa (es. reati di opinioni, ecc.). Nell'ottobre del 2007 il governo ha presentato un disegno di legge sulla riforma dell'editoria in cui aveva stabilito per i blog l'obbligo della registrazione. La dura replica del mondo web ha portato alla precisazione, da parte del sottosegretario Levi, che la norma non avrebbe trovato applicazione ai blog. La disputa si è trasferita sul piano giudiziario quando il tribunale di Oristano, con sentenza del 25 maggio 2000, stabilì che un sito web non era assimilabile a una testata.
Questo orientamento è stato poi recepito dalla Corte di cassazione con la sentenza n. 10535 secondo cui non serve un giornalista per gestire un blog. Appare quindi minoritario l'orientamento del Tribunale di Modica, che con una discussa sentenza ha condannato lo storico Carlo Ruta per il reato di stampa clandestina. Dopo la condanna in primo e secondo grado, il 10 maggio 2012 l'imputato è stato assolto con formula piena dalla Corte di Cassazione. Con la sentenza n. 7155/2011 la quinta sezione penale della Corte di Cassazione ha ritenuto ammissibile il sequestro preventivo di un articolo asseritamente diffamatorio pubblicato sul blog di un giornalista professionista.

## Creare un blog
Creare un blog è un'operazione abbastanza semplice. Esistono 3 modi per crearne uno:
1. La prima consiste nella registrazione dell'utente-autore su siti specifici che automaticamente creano lo spazio virtuale usando impostazioni predefinite e pochi parametri di configurazione senza che sia necessario conoscere il linguaggio HTML.
2. In alternativa l'utente può caricare direttamente delle  pagine statiche (solitamente in HTML e CSS) su degli spazi appositi online detti hosting.
3. Oppure può servirsi di un Content Management System (CMS), ospitato anch'esso su un hosting. Il CMS in assoluto più conosciuto è WordPress e al 2020 detiene il 62.8% del mercato dei CMS[25] (si intende il software open source WordPress.org, non la piattaforma privata WordPress.com[26]),  la piattaforma che ospita la maggior parte dei blog di tutto il mondo.

### Piattaforme blog
Le piattaforme blog si dividono in due categorie: i servizi web pronti all'uso e i software da installare su un server. Nel primo caso, semplice, basta registrarsi per creare il blog; al contrario, scegliendo una piattaforma da installare su un server o in hosting (noleggiare uno spazio con un abbonamento), il lavoro è più lungo ma concede la possibilità di personalizzare molto il proprio blog. Dal 2001 a oggi sono nati molti servizi in italiano che permettono di gestire un blog gratuitamente, come AlterVista, Blogger, Wordpress.com, Tumblr, Splinder (chiuso), Clarence (chiuso), Blogsome, Tiscali Blog (chiuso), Il Cannocchiale (registrazioni chiuse), Weebly, Io Bloggo, NoiBlogger, Libero Blog, MyBlog di Italiaonline, LiveJournal, Windows Live Spaces di Microsoft (chiuso ma i cui blog, per accordo intercorso, sono passati su Wordpress.com), MySpace, Skyrock, OverBlog. Esistono poi alcuni network autogestiti.
- "Blogger.com" (ex Blogspot) è una delle più semplici piattaforme di blog online. Si stima che ospiti tra i 15 e i 20 milioni di blog in tutto il mondo (su Blogger si trova anche il blog ufficiale di Google); Il Cannocchiale è una piattaforma italiana e ospita più di 74 000 blog (dato del 2006).
- WordPress è una piattaforma realizzata in PHP, che utilizza MySQL come database. Lanciata nel 2003 è distribuita con la licenza GNU (General Public License) che permette di utilizzare liberamente il software. Caratteristiche principali sono velocità, semplicità d'utilizzo e un'ottima interfaccia utente. Viene utilizzata da MyBlog, AlterVista, Libero Blog e WordPress.com. Era utilizzata anche da Tiscali Blog ora chiuso.
- "Italiana" è la defunta piattaforma Splinder creata nel 2002 da Marco Palombi e ufficialmente chiusa il 31 gennaio 2012; Splinder fu la prima piattaforma a offrire in lingua italiana un servizio blog in hosting.

### Confronto tra i principali blog hosting gratuiti
| Blog          | Company     | Fondazione | Attivo | Platform  | Storage                                | Bandwidth                             | File size limit                          | FTP upload | Themes           | Ad-free          | Adv Support   | Domain registration | Backup | Plugin         | Custom HTML | Custom CSS       | Custom JavaScript | Mobile | Scheduled posting | Post categories | Post tags | HTML5 | eCommerce |
| ------------- | ----------- | ---------- | ------ | --------- | -------------------------------------- | ------------------------------------- | ---------------------------------------- | ---------- | ---------------- | ---------------- | ------------- | ------------------- | ------ | -------------- | ----------- | ---------------- | ----------------- | ------ | ----------------- | --------------- | --------- | ----- | --------- |
| Blogger       | Google      | 1999       | Sì     | Proprio   | 15 GB (sincronizzato con Google Drive) | Illimitato                            | ?                                        | No         | 30               | Sì               | Yes - AdSense | Free                | ?      | limitato       | Sì          | Sì               | Sì                | Sì     | Sì                | No              | Sì        | Sì    | No        |
| Tumblr        | Yahoo! Inc. | 2007       | Sì     | Proprio   | Illimitato Unlimited                   | Illimitato                            | Foto dimensioni per ogni post è di 10 MB | No         | ~1000            | No               | Sì            | Solo a pagamento    | No     | Molto limitato | Sì          | Sì               | Sì                | Sì     | Sì                | No              | Sì        | Sì    | No        |
| Wix.com       | Wix.com     | 2006       | Sì     | proprio   | 500MB (Free) 20GB (a pagamento)        | 500MB (Free) Illimitato (a pagamento) | ?                                        | No         | Tanti differenti | Solo a pagamento | Sì            | Solo a pagamento    | No     | ~250           | Parziale    | Inline Only      | Parziale          | Sì     | Sì                | Sì              | Sì        | Sì    | Sì        |
| WordPress.com | Automattic  | 2004       | Sì     | WordPress | 3 GB                                   | Illimitato                            | ?                                        | No         | ~250             | Solo a pagamento | No            | Solo a pagamento    | Sì     | 20             | Sì          | Solo a pagamento | No                | Sì     | Sì                | Sì              | Sì        | Sì    | Sì        |

## Performance
Le cause principali per un blog lento sono:
- Hosting: quando il server di web hosting non è configurato correttamente può danneggiare la velocità del sito web
- Configurazione: se il sito non usa pagine memorizzate nella cache sovraccaricherà il server, causando la lentezza o il blocco del sito web
- Immagini pesanti: a una risoluzione alta (adatta per la stampa ma non per il web) e/o una dimensione ampia e/o mancato uso degli Sprite CSS per evitare molte chiamate al server
- Riproduzione automatica dei video all'arrivo dell'utente e video ospitati sul proprio server anziché incorporato da YouTube, Vimeo o altri servizi esterni
- Plugin non validi e/o non aggiornati: se si utilizzano plugin mal codificati e/o obsoleti il sito Web può rallentare notevolmente
- Script esterni: annunci, caricatori di caratteri, ecc. possono avere un enorme impatto sulle prestazioni del sito web. Ad esempio utilizzare troppi font incorporati con Google Fonts o altri plugin di incorporazione font può rallentare il sito
- Cache disattivata
- Assenza di un Content Delivery Network (CDN)

## Sicurezza
Sebbene esistano plugin e tecniche per aumentare la sicurezza, in un blog potrebbero verificarsi:
- Backdoor: metodo per eludere la procedura d'accesso al server del sito web
- SQL injection o SQLi: un hacker può inserire istruzioni SQL dannose nel sito ottenendo potenzialmente l’accesso a dati sensibili presenti nel database o distruggendo questi dati
- Pharma hack: l'hacker distribuisce pubblicità farmaceutiche ai visitatori attraverso link incorporati e anchor text sulle pagine del sito di un altro utente
- Redirect dannosi: l'hacker può nascondere degli script sul sito di un altro utente e renderizzare i visitatori da altre parti
- Download drive-by: l'hacker può inserire degli script sul sito di un altro utente per fare in modo che i visitatori scarichino software a loro insaputa
- Cross-site scripting (XSS): permette a un cracker di inserire o eseguire codice lato client al fine di attuare un insieme variegato di attacchi quali, ad esempio, raccolta, manipolazione e reindirizzamento di informazioni riservate, visualizzazione e modifica di dati presenti sui server, alterazione del comportamento dinamico delle pagine web, ecc.
- File Inclusion: Local File Inclusion (LFI) consente a un utente malintenzionato di includere file su un server tramite il browser web. Remote File Inclusion, o RFI, nell'ambito della sicurezza informatica indica una vulnerabilità che affligge i servizi web con uno scarso controllo delle variabili arrivate da un utente, in particolare le variabili GET e POST del PHP.
- Il Cross-site request forgery, abbreviato CSRF o anche XSRF, è una vulnerabilità a cui sono esposti i siti web dinamici quando sono progettati per ricevere richieste da un client senza meccanismi per controllare se la richiesta sia stata inviata intenzionalmente oppure no.
- Esecuzione di codice in modalità remota: ottenere l'accesso a un account con privilegi riservati almeno al livelloauthor su un sito di destinazione per eseguire codice PHP arbitrario sul server sottostante, portando a un'acquisizione remota completa.
- Privilege Escalation: l'escalation dei privilegi si verifica quando a un utente con privilegi amministrativi inferiori vengono concessi privilegi più elevati.
- Clickjacking: tecnica dannosa che induce gli utenti a fare clic su qualcosa di diverso da quello che si aspettano.